# Leza Dosch
Leza (Luzi) Dosch (* 1953 in Chur) ist ein Schweizer Kunst- und Architekturhistoriker.

## Werdegang
Leza Dosch studierte von 1973 bis 1980 Kunstgeschichte an den Universitäten Zürich und Bonn. 1984 erschien seine Dissertation über die Bauten der Rhätischen Bahn. 1985 erhielt Dosch den Auftrag für das Inventar der schützens- und erhaltenswerten Bauten und Anlagen der Stadt Chur (Stadtinventar). Zwischen 1982 und 1989 arbeitete er als wissenschaftlicher Assistent an der Grafischen Sammlung der ETH Zürich, als Lehrbeauftragter an der Kunstgewerbeschule Zürich und an der Theologischen Hochschule Chur sowie als Museumspädagoge an den Winterthurer Kunstmuseen. Seit 1986 ist Leza Dosch in Chur als freiberuflicher Kunst- und Architekturhistoriker tätig.

## Ämter und Kommissionen
- 1987–1988: Präsident des Schweizerischen Werkbundes Ortsgruppe Graubünden[4]
- 1987–1991: Redaktionsmitglied der Zeitschrift Unsere Kunstdenkmäler der Gesellschaft für Schweizerische Kunstgeschichte[5]
- 1993–2001: Gemeinderat der Stadt Chur, 1997–2000: Mitglied Baukommission[6]
- 2001–2012: Mitglied der Eidgenössischen Kommission für Denkmalpflege[7]

## Wirken
Leza Dosch beschäftigt sich mit bau- und kulturhistorischen Studien und Gutachten und ist Autor zahlreicher Publikationen hauptsächlich zur Architektur und Kunst in Graubünden. Thematische Schwerpunkte seines Schaffens sind der Umgang mit dem baulichen Bestand – Kunsthistorische Begleitung der Restaurierung der Kathedrale Chur und des Churer Totengut mit Fotografien von Javier Miguel Verme, Baubegleitung bei der Innenrestaurierung des Salis-Palazzo Altes Gebäu Chur – und Fragen zur Architektur und ihrer Ausstattung. Zu seinen Vermittlungsaufgaben gehören Führungen und Vorträge.

## Preise
- 1986: Förderungspreis des Kantons Graubünden[11]
- 2013: Anerkennungspreis des Kantons Graubündens
- 2020: Anerkennungspreis der Stadt Chur[12]

## Vorträge
- 2018: Ein Architekturgespräch, Armando Ruinelli und Leza Dosch, Cinema Sil Plaz

## Publikationen (Auswahl)
- Die Bauten der Rhätischen Bahn. Geschichte einer Architektur von 1889 bis 1949. Terra Grischuna Buchverlag, Chur 1984.
- Kunst und Landschaft in Graubünden. Bilder und Bauten seit 1780. Hrsg. vom Verein für Bündner Kulturforschung und von der Gesellschaft für Schweizerische Kunstgeschichte. Verlag Scheidegger und Spiess, Zürich 2001
  - italienische Ausgabe: Edizioni Casagrande, Bellinzona 2005.
- mit Institut für Kulturforschung Graubünden und Bündner Heimatschutz (Hg.): Entwurf im Wettbewerb. Zur Architekturgeschichte Graubündens 1850–1930. Scheidegger & Spiess, Zürich 2019.
- Der Historismus und die Kathedrale von Chur. Ein Beitrag zur Kunstrezeption im 19. Jahrhundert. In: Bündner Monatsblatt. 1977, Nr. 7/8, S. 241–251.
- Denkmalpflege? Luigi Snozzis Vorschlag für eine neue Villa Planta in Chur. In: Unsere Kunstdenkmäler. 35, 1984, Nr. 4, S. 438–444.
- Die Heiligkreuzkirche in Chur. Schweizerische Kunstführer. Hrsg. von der Gesellschaft für Schweizerische Kunstgeschichte. Bern 1989 (Architekt Walter M. Förderer).
- Steger und Egender: Gewerbeschule und Kunstgewerbemuseum Zürich. Ein Bau und die Bestrebungen um seine Reprofilierung. In: Unsere Kunstdenkmäler. 41, 1990, Nr. 1, S. 60–80.
- Schweizer Möbel und Interieurs im 20. Jahrhundert. Hrsg. von Arthur Rüegg, Basel / Boston / Berlin 2002 (Coautor).
- Erneuerung im Historismus. Entwürfe für das Grabenschulhaus in Chur. In: Zeitschrift für Schweizerische Archäologie und Kunstgeschichte. (ZAK) 60, 2003, Nr. 4, S. 317–338.
- mit Jürg Ragettli: Das Bündner Bautenverzeichnis 1800-1970. Aus: Bündner Monatsblatt: Zeitschrift für Bündner Geschichte, Landeskunde und Baukultur 5/2004, S. 405–414[13]
- Das Segantini Museum. Idee, Entstehung, Architektur. Zürich 2008 (Coautor).
- Nachkriegsmoderne in Chur, Architekturrundgänge in Graubünden. Hrsg. vom Bündner Heimatschutz. Chur 2013.
- Leza Dosch: Zwölf Bündner Bauten der 1970er- und 1980erJahre, fotografiert von Benedikt Redmann und Ester Vonplon. Aus: Bündner Monatsblatt: Zeitschrift für Bündner Geschichte, Landeskunde und Baukultur. 2/2014, S. 213–227.[14]
- Kunst-Gewerbeschule Zürich. Re-Restaurierung und Umbau für die Allgemeine Berufsschule Zürich ABZ. Hrsg. von Silvio Schmed und Arthur Rüegg. Zürich 2018 (Coautor).
- Innere Werte. Historische Ausstattungen im Denkmal. Hrsg. Amt für Denkmalpflege des Kantons Thurgau. Basel 2018 (Coautor).
- Period Rooms. Die Historischen Zimmer im Landesmuseum Zürich. Hrsg. von Christina Sonderegger. Schweizerisches Nationalmuseum, Zürich 2019 (Coautor).
- Bündner Heimatschutz (Hg.): 52 Beste Bauten. Baukultur Graubünden 1950–2000. Edition Hochparterre, Chur 2020. ISBN 978-3-909928-61-3 mit Fotografien von Ralph Feiner und Beiträgen von Leza Dosch, Bernhard Furrer, Ludmila Seifert (Coautor)
- Reto Cavigelli. Eine Monografie. Hrsg. von Ginia Holdener. Chur 2020 (Coautor).
- Dorothee Huber (Hg.): Karl Egender: Architektur der Darbietung. gta Verlag, Zürich 2024 mit Beiträgen von Leza Dosch, Melchior Fischli, Dorothee Huber, Daniel Kurz, Claude Lichtenstein und Bruno Maurer